# Льона, Нума Помпильо
Нума Помпильо Льона-и-Эчеверри (исп. Numa Pompilio Llona; 5 марта 1832, Гуаякиль, Эквадор — 5 апреля 1907, Гуаякиль, Эквадор) — эквадорский поэт, журналист, педагог, дипломат. Член Академии языка Эквадора (1870).

## Биография
Сын адвоката. Среднее образование получил в Лиме (Перу). Изучал право в университете Сан-Маркос в Лиме.
С 1854 по 1859 г. работал литературным редактором перуанского газеты «El Comercio». В 1882 году был назначен ректором университета Гуаякиля, где занимал должность профессора эстетики и общей литературы.
Долгое время служил в качестве Генерального консула Эквадора в Испании (1860—1862), Франции и Италии (1864), Колумбии (188). Получил звание гражданина Перу.
Дружил со многими известными поэтами и писателями того времени, такими как Виктор Гюго, Жорж Санд, Альфонс де Ламартин, Сьенфуэгос Манзини, Нуньес де Арсе и другими.
Редактировал газету «Los Andes» (1887—1888). В 1904 сотрудничал с газетой «La Nacion».
В 1904—1907 годах руководил Городским музеем и библиотекой Гуаякиля.
Жена — Ластения Ларрива де Льона (1848-1924), поэтесса, писательница.

## Творчество
Поэт периода романтизма. В своих литературных произведениях описывал различные вопросы и события из жизни Эквадора. Многие стихи поэта посвящены религиозным, патриотическим, эстетическим и философским вопросам.

## Избранные произведения
- Cien sonetos nuevos
- Interrogaciones
- Amor supremo
- Himnos, dianas y elegías patrióticas y religiosas
- De la penumbra a la luz
- Cantos americanos
- Nuevas poesías
- Artículos en rosa
- Noches de dolor en las montañas
- Canto a la vida
- Odisea del alma
- Clamores de Occidente
- El gran enigma
- Noche de dolor en las montañas
- Grandeza moral
- La bandera del Ecuador